# Девілз (Мілан)
Хокейний клуб «Девілз» (‎Мілан) (італ. Hockey Club Devils Milano) — хокейний клуб з міста Мілан, Італія. 

## Історія
Заснований у 1989 році. Команда є історично прямим нащадком знаменитого хокейного клубу «Дияволи Россонері Мілан», але «Девілз» не отримали дозвіл на стару назву від FISG і взяло собі схожу назву на англійський манер «Девілз».
Дияволи домінували в італійському чемпіонаті в період між 1991 і 1994 роками, протягом яких вони виграли чемпіонат три рази (1991-92, 1992-93, 1993-94), а також перемогли в Алпенлізі (1991–1992). 
Серед відомих гравців, хто носив майку Дияволів воротарі: Роберто Романо і Маріо Брунетта, захисники Том Тіллі, Паоло Каскайро, Майк Де Анджеліс, Тоні Цірцеллі, і нападники Гаетано Орландо, Майкл Річард, Марко Роберт Непер, Сенді Пеллегріно, Ярі Куррі та інші.
1996 року клуб припинив існування.